# 市川子團次 (3代目)
三代目 市川 子團次（いちかわ ねだんじ、大正9年〈1920年〉7月17日 - 平成5年〈1993年〉12月28日）は、歌舞伎役者。屋号は高島屋。定紋は三升に子の字、替紋は松川菱に鬼蔦。本名は須原 道夫（すはら みちお）。
東京生まれ。二代目市川米升の子で、祖父が五代目市川小團次、曾祖父が幕末の大看板だった四代目市川小團次である。
昭和11年 (1936) 10月明治座の『連獅子』で二代目市川鯱丸を名のって初舞台。昭和16年 (1941) 3月明治座『鳥辺山心中』の茶屋の娘で三代目市川子團次を襲名して名題昇進。以後は脇役として活躍、戦後の一時期、舞台を離れテレビに活躍の場を移した時期もあったが、昭和38年 (1963) に菊五郎劇団に加わり大歌舞伎の舞台に復帰した。
渋い役柄を得意とし、黙阿弥の世話物などには欠かせぬ存在として重宝された。